# André Roy
André Roy (* 8. Februar 1975 in Port Chester, New York) ist ein ehemaliger kanadisch-US-amerikanischer Eishockeyspieler, der im Verlauf seiner aktiven Karriere zwischen 1993 und 2009 unter anderem 556 Spiele für die Boston Bruins, Ottawa Senators, Tampa Bay Lightning, Pittsburgh Penguins und Calgary Flames in der National Hockey League auf der Position des linken Flügelstürmers bestritten hat. Seinen größten Karriereerfolg feierte Roy in Diensten der Tampa Bay Lightning mit dem Gewinn des Stanley Cups im Jahr 2004.

## Karriere
André Roy begann seine Karriere als Eishockeyspieler in der Ligue de hockey junior majeur du Québec, in der er von 1993 bis 1995 für die Harfangs de Beauport, Saguenéens de Chicoutimi und Voltigeurs de Drummondville spielte. Er wurde während des NHL Entry Draft 1994 von den Boston Bruins als insgesamt 151. Spieler in der sechsten Runde gewählt.
In seinen drei Jahren zwischen 1995 und 1998 bei den Bruins kam er auf 13 Einsätze in der National Hockey League. Zudem spielte er für das Farmteam der Bruins, die Providence Bruins, in der American Hockey League. In der Saison 1997/98 spielte Roy zudem in 27 Spielen für die Charlotte Checkers aus der East Coast Hockey League. Die folgende Spielzeit 1998/99, verbrachte der Amerikaner in der International Hockey League bei den Fort Wayne Komets.
Am 28. April 1999 wurde Roy als Free Agent von den Ottawa Senators unter Vertrag genommen. Nach drei Jahren wurde der Angreifer am 15. März 2002 zusammen mit einem Sechstrundenwahlrecht für den NHL Entry Draft 1999 im Tausch für Juha Ylönen an die Tampa Bay Lightning abgegeben. Mit Tampa gewann Roy 2004 den Stanley Cup. Obwohl er einen Großteil der regulären Saison als Reservist verbrachte, spielte Roy in 21 Playoff-Partien.
Am 4. August 2005 erhielt Roy als Free Agent einen Vertrag bei den Pittsburgh Penguins. Am 2. Dezember 2006 wurde Roy wegen einer Überschreitung des Salary Cap von den Penguins aus dem NHL-Kader genommen, so dass er anschließend zu seinem Ex-Klub Tampa Bay Lightning zurückkehrte. Am 21. Juli 2008 unterschrieb Roy einen Vertrag bei den Calgary Flames, die er jedoch nach einem Jahr wieder verließ.

## Erfolge und Auszeichnungen
- 1994 Coupe-du-Président-Gewinn mit den Saguenéens de Chicoutimi
- 2004 Stanley-Cup-Gewinn mit den Tampa Bay Lightning

## Karrierestatistik
(Legende zur Spielerstatistik: Sp oder GP = absolvierte Spiele; T oder G = erzielte Tore; V oder A = erzielte Assists; Pkt oder Pts = erzielte Scorerpunkte; SM oder PIM = erhaltene Strafminuten; +/− = Plus/Minus-Bilanz; PP = erzielte Überzahltore; SH = erzielte Unterzahltore; GW = erzielte Siegtore; 1 Play-downs/Relegation; Kursiv: Statistik nicht vollständig)